# Metoda analizy grafów
Metoda analizy grafów (Metoda Bartosiewicz) – graficzna konstrukcja wyrażająca powiązania pomiędzy zmiennymi objaśniającymi wyrażona za pomocą węzłów, oraz łączących je łuków.
Polega ona na wyszukaniu grupy zmiennych skorelowanych między sobą oraz na znalezieniu zmiennych, które nie są skorelowane z pozostałymi zmiennymi objaśniającymi. Kolejnym etapem jest wybranie spośród tych grup, zmiennych które są mocniej skorelowane ze zmienną objaśnianą – są one wykorzystane w modelu. Model powinien również zawierać wszystkie zmienne nieskorelowane pomiędzy sobą, ale powiązane ze zmienną objaśnianą.